# Leonard Green & Partners
Leonard Green & Partners («LGP») — американская компания, занимающаяся частными инвестициями, основанная в 1989 году и базирующаяся в Лос-Анджелесе. Фирма специализируется на прямых инвестициях. С момента своего основания LGP инвестировала в более чем 95 компаний, включая Petco и The Container Store.

## История
Леонард Грин был основан Леонардом И. Грином в 1989 году после отделения от Gibbons, Green and van Amerongen Ltd. (Gibbons Green), банка, который он основал в 1969 году вместе с Эдвардом Гиббонсом и Льюисом ван Амеронгеном. Леонард Грин умер в 2002 году, оставив фирму под управлением Джона Г. Данхакла, Питера Дж. Нолана и Джонатана Д. Соколоффа.